# Apponyiho školní zákony
Apponyiho (školské) zákony / Aponiho (školské) zákony nebo Lex Apponyi (zejména v Maďarsku a především článek 27) jsou články 26 a 27 uherského zákoníku z roku 1907 (tedy CORPUS IURIS 1907:XXVI.tc. a 1907:XXVII.tc.. Panovník František Josef I. oba podepsal 2. června 1907). Jsou pojmenovány podle ministra školství Alberta Apponyiho, který je vypracoval a předložil uherskému sněmu ke schválení. 

## Oblast
Článek 26 se týkal státních lidových škol, článek 27 obecních a církevních lidových škol. Hlavním cílem zákona byla intenzifikace řečové i duchovní maďarizace nemaďarských žáků, zajištění působení učitelů v duchu velkomaďarské státní ideje jejich hmotnou stimulací a tvrdými kárnými opatřeními.
Na Slovensku se v důsledku zákona na tzv. maďarsko-slovenských školách měla slovenštině věnovat jedna hodina týdně, jinak měla být vyučovacím jazykem maďarština. Zároveň počet maďarsko-slovenských lidových škol na Slovensku klesal na úkor maďarských škol: ze 437 tzv. maďarsko-slovenských škol v roce 1907 na 276 tzv. maďarsko-slovenských škol v roce 1918.